# Corny-sur-Moselle
Corny-sur-Moselle är en kommun i departementet Moselle i regionen Grand Est (tidigare regionen Lorraine) i nordöstra Frankrike. Kommunen ligger i kantonen Ars-sur-Moselle som tillhör arrondissementet Metz-Campagne. År 2022 hade Corny-sur-Moselle 2 155 invånare.

## Befolkningsutveckling
Antalet invånare i kommunen Corny-sur-Moselle
| Referens: INSEE |